# Stijn De Smet
Stijn De Smet (ur. 27 marca 1985 roku w Brugii) – belgijski piłkarz występujący na pozycji napastnika.

## Kariera klubowa
Stijn De Smet jako junior trenował w klubie KSV Jabbeke. Następnie trafił do Cercle Brugge, gdzie w 2003 roku rozpoczynał zawodową karierę. W debiutanckim sezonie rozegrał pięć meczów w Eerste Klasse i razem z zespołem zajął czternaste miejsce w ligowej tabeli. Podczas rozgrywek 2004/2005 De Smet był już podstawowym zawodnikiem Cercle, wziął udział w 27 pojedynkach pierwszej ligi i stworzył duet napastników razem z Finem Paulusem Roihą. W grudniu 2006 roku belgijski piłkarz został zaproszony na testy do Blackburn Rovers, jednak kontuzja kolana jakiej nabawił się w meczu z RSC Anderlechtem wykluczyła go z wyjazdu do Anglii. W sezonie 2007/2008 De Smet w 33 spotkaniach Jupiler League strzelił dziesięć bramek i wspólnie z Tomem De Sutterem oraz Ołehiem Jaszczukiem został najlepszym strzelcem swojego zespołu.
W 2009 roku De Smet odszedł do KAA Gent. W 2011 roku został wypożyczony do KVC Westerlo, a w 2012 do Waasland-Beveren. W 2013 przeszedł do KV Kortrijk. W sezonie 2018/2019 grał w KSV Roeselare, a w sezonie 2019/2020 w SKV Zwevezele.

## Kariera reprezentacyjna
De Smet ma za sobą występy w młodzieżowej reprezentacji Belgii do lat 21. W latach 2005–2008 rozegrał dla niej dziesięć meczów i zdobył trzy bramki. W dorosłej reprezentacji De Smet zadebiutował 26 marca 2008 roku w przegranym 1:4 pojedynku z Marokiem. Następnie gracz Cercle znalazł się w kadrze na Igrzyska Olimpijskie w Pekinie. Belgowie w turnieju piłkarskim zajęli czwarte miejsce przegrywając w meczu o brązowy medal z Brazylią 0:3. W pierwszym spotkaniu grupowym z "Canarinhos" De Smet w 63 minucie zmienił Maartena Martensa, jednak w kolejnych meczach nie było już go nawet na ławce rezerwowych.
| Lata      | Reprezentacja     | Występy | Gole |
| --------- | ----------------- | ------- | ---- |
| 2005–2008 | Belgia U-21       | 10      | 3    |
| 2008      | Belgia Pekin 2008 | 1       | 0    |